# Erik Castrén
Erik Johannes Sakari Castrén, né le 20 mars 1904 à Helsinki et mort le 24 juin 1984 dans cette ville, est un professeur de droit finlandais. La chaire de droit international et de droit constitutionnel de l'université d'Helsinki a été nommée en son honneur en 1998. Il était membre de l'Académie finnoise des sciences.